# Cabinho
Evanivaldo Castro Silva dit Cabinho, né le 28 avril 1948 à Salvador de Bahia, est un footballeur professionnel brésilien ayant effectué la majeure partie de sa carrière sportive au Mexique.

## Biographie
En 1969, Cabinho fait ses débuts professionnels au sein du célèbre club brésilien de Flamengo. N'ayant pas une place de titulaire, il décide de s'expatrier au Mexique en signant le 19 juillet 1974 à La Universidad. Il devient alors l'un des meilleurs buteurs de l'histoire du Championnat du Mexique. Sous les couleurs de l'UNAM (Universidad), il remporte quatre fois consécutivement le titre de meilleur buteur (29 buts en 1976, 34 en 1977, 33 buts en 1978 et 26 buts en 1979 à égalité avec Hugo Sánchez), il y remporte également un titre de Championnat du Mexique en 1977.
En 1979, il rejoint un grand club de la capitale : CF Atlante. Là-bas également, il remporte à trois reprises le titre de meilleur buteur du championnat (30 buts en 1980, 29 buts en 1981 et 32 buts en 1982) c'est-à-dire qu'il conquiert le titre de meilleur buteur à sept reprises d'affilée. Il y inscrit dans ce club un total de 102 buts.
Il quitte Atlante pour ensuite rejoindre le FC León, il y remporte son huitième titre de meilleur buteur en 1985 avec 23 buts. Il tente alors un retour au Brésil au Paysandu SC où il n'y reste qu'une année avant de repartir au Mexique pour les Tigres UANL avec lequel il clôt sa carrière sportive.
Dans toute sa carrière au Mexique, Cabinho a inscrit un total de 312 buts en 415 matchs soit une moyenne de 0,75 but/match.
Après sa retraite sportive, il prit en main l'entraînement d'un club de seconde zone au Mexique les Lobos de la BUAP. Il est devenu citoyen mexicain.

## Palmarès
- Champion du Mexique : 1977.

## Distinctions personnelles
- Meilleur buteur du Championnat du Mexique : 1976 (29 buts), 1977 (34 buts), 1978 (33 buts), 1979 (26 buts), 1980 (30 buts), 1981 (29 buts), 1982 (32 buts) et 1985 (23 buts).